# Fundació Joan Miró
Fundació Joan Miró je barcelonské muzeum Joana Miróa věnované modernímu umění.
Budovy muzea stojí u paty Montjuïc, v blízkosti Museu Nacional d’Art de Catalunya. Uchovávají kolem 10.000 maleb, kreseb, soch, divadelních rekvizit a koberců Joana Miróa, od raných kreseb z roku 1901 až po pozdní velkoformátové malby. Na střešní terase jsou vystaveny sochy umělce. Kromě toho se zde pravidelně konají výstavy současného umění.
Základem sbírky byl velký dar Joana Pratse nadaci. Miró strávil nejdůležitější léta svého mládí v Barceloně. Přestože zbytek života žil hlavně v Palma de Mallorca, Paříži nebo v Mont-roig del Camp, zůstal Kataláncem a až do roku 1956 měl ateliér v barcelonském bytě svých rodičů.  Další umělcova díla lze nalézt na barcelonských veřejných místech. Druhé muzeum je v Cala Major, předměstí Palma de Mallorca; kdy zde na základě umělcova daru vznikla v roce 1981 Fundació Pilar i Joan Miró a Mallorca.

## Stavba
Myšlenka muzea pochází od samotného Miróa. Stavba byla dokončena v roce 1975, architektem byl Miróův přítel Josep Lluís Sert (1909–1983), žák Le Corbusiera. Stavba má jasné, bílé, kubické tvary a středomořský styl a v letech 1986 a 2000 byla rozšířena. American Institute of Architects ji v roce 2002 ocenil Twenty-five Year Award.